# Samphanthawong
Samphanthawong (in thailandese: เขตสัมพันธวงศ์) è uno dei 50 distretti (khet) della città di Bangkok, in Thailandia.